# 帕爾帕省
帕爾帕省（西班牙語：Provincia de Palpa），是秘魯的省份，位於該國中南部伊卡大區，首府是帕爾帕，始建於1963年12月27日，面積1,232平方公里，2005年人口13,363，人口密度每平方公里11人。